# Setodes monicae
Setodes monicae är en nattsländeart som beskrevs av Schmid 1987. Setodes monicae ingår i släktet Setodes och familjen långhornssländor. Inga underarter finns listade i Catalogue of Life.